# Mozart l'Opéra Rock
Mozart l'Opéra Rock es un musical francés de los productores Dove Attia y Albert Cohen, estrenado el 22 de septiembre de 2009.
En la representación se emplean música original de Mozart y música de rock.

## Trama
El espectáculo comienza cuando el destino de Mozart se tambalea debido al sucesor del príncipe y arzobispo de Salzburgo Schrattenbach: Colloredo. 
El nuevo soberano es un hombre severo y autoritario, insensible a la música de Mozart y alérgico al fuego y la irreverencia del mismo. 
Para Mozart, la vida en Salzburgo se vuelve rápidamente insostenible. Tenía 20 años cuando decidió dejar su ciudad natal con su madre en busca de un futuro mejor en una capital europea. 
El viaje del compositor será salpicado de fracasos y decepciones amargas. Ninguna corte europea se lo acoge. Experimentó su primera decepción en el amor con Aloysia Weber (prima de Carl Maria von Weber), y pierde a su madre en París, ciudad que lo rechaza y humilla. 
Mozart,  vuelve a su vida austera en Salzburgo y allí se entera de la muerte de la emperatriz de Austria. El compositor debe volver a Viena para la coronación del nuevo emperador: José II.
En Viena, capital de la música europea, se sellará el destino del compositor. Mozart conoce la gloria del amor, la rivalidad, la caída y la miseria. 
Mozart morirá en la mayor miseria, dejándonos su mayor obra: el "Réquiem".

## Actores
Los actores principales son:
- Mikelangelo Loconte como W. A. Mozart.
- Florent Mothe como Antonio Salieri.
- Melissa Mars como Aloysia Weber
- Diane Dassingy como Constance Weber (antes este papel era interpretado por Claire Pérot, pero lo dejó por querer dedicarse completamente al cine y a las series de televisión).
- Maeva Méline como Nannerl Mozart.
- Solal como Leopold Mozart.
- Merwan Rim como el payaso y el posadero.

## Canciones
Al ser un musical, toda la historia de Mozart está contada mediante canciones, las cuales podemos encontrar en su CD oficial: "Mozart l'Opéra Rock", o bien en la versión especial llamada: "Mozart l'Opéra Rock l'integrale", que contiene más canciones.
Las canciones son:
1. "L'Assasymphonie" - Florent Mothe
2. "Tatoue-moi" - Mikelangelo Loconte
3. "Six pieds sous terre" - Melissa Mars y Claire Pérot
4. "Je dors surs les roses" - Mikelangelo Loconte
5. "Le bien qui fait mal" - La Troupe
6. "Vivre à en crever" - Florent Mothe y Mikelangelo Loconte
7. "Les solos sous les draps" - Claire Pérot, Maeva Méline y Solal
8. "Comédie, tragédie" - Merwam Rim
9. "Place je pase" - Mikelangelo Loconte
10. "Bim Bam Boum" - Melissa Mars
11. "Victime de ma victoire" - Florent Mothe
12. "L'opérap" - Claire Pérot, Melissa Mars y Mikelangelo Loconte
13. "Si je défaille" - Claire Pérot 
14. "J'accuse mon père" - Solal
15. "Ah vous dirais-je mamam" - Claire Pérot
16. "Le trublion" - Mikelangelo Loconte
17. "Dors mon ange" - Maeva Méline
18. "Penser l'impossible" - Maeva Méline y Solal
19. "Quand le rideau tombe" - Solal  
20. "La chanson de l'aubergiste" - Merwam Rim
21. "Debout les fous" - La Troupe